# Montenegrói férfi vízilabda-válogatott
A montenegrói vízilabda-válogatott Montenegró nemzeti csapata, amelyet a Montenegrói Vízilabda és Úszó-szövetség (Montenegróiul:Vaterpolo i plivački savez Crne Gore) irányít.

## Korai történelem
Montenegró 1918. és 1991. között Jugoszláviához tartozott. A montenegrói játékosok a Jugoszláv vízilabda-válogatottban szerepeltek. Jugoszlávia szétbomlása után 1992. és 2006. közötti időszakban Szerbiával közösen szerepeltek a tornákon. Egészen 2003 februárjáig Montenegró a Jugoszláv Föderalista Köztársaság tagja volt. Az ez utáni időszakban 2006 júniusáig Szerbia és Montenegró volt az államalakulat hivatalos neve. a válogatottban szerb és montenegrói játékosok játszhattak.
2008. július 13-án nagy meglepetésre megnyerték a Málagában rendezett Európa-bajnokságot, miután a döntőben hosszabbítás után legyőzték Szerbiát 6–5 arányban. A 2008-as pekingi olimpián 4. helyen végeztek.

## Jelenlegi keret
A válogatott kerete a 2016-os olimpiai játékokon:
| Montenegrói nemzeti férfi vízilabdacsapat-játékoskeret | Montenegrói nemzeti férfi vízilabdacsapat-játékoskeret | Montenegrói nemzeti férfi vízilabdacsapat-játékoskeret | Montenegrói nemzeti férfi vízilabdacsapat-játékoskeret | Montenegrói nemzeti férfi vízilabdacsapat-játékoskeret | Montenegrói nemzeti férfi vízilabdacsapat-játékoskeret |
| #                                                      | Név                                                    | Poszt                                                  | Kor (2016. augusztus 30. szerint)                      |                                                        |                                                        |
| ------------------------------------------------------ | ------------------------------------------------------ | ------------------------------------------------------ | ------------------------------------------------------ | ------------------------------------------------------ | ------------------------------------------------------ |
|                                                        | Zdravko Radić                                          | K                                                      | 1979. június 24. (37 évesen)                           |                                                        |                                                        |
|                                                        | Draško Brguljan                                        | M                                                      | 1984. december 27. (31 évesen)                         |                                                        |                                                        |
|                                                        | Vjekoslav Pasković                                     | M                                                      | 1985. március 23. (31 évesen)                          |                                                        |                                                        |
|                                                        | Antonio Petrović                                       | M                                                      | 1982. szeptember 24. (33 évesen)                       |                                                        |                                                        |
|                                                        | Darko Brguljan                                         | M                                                      | 1990. november 5. (25 évesen)                          |                                                        |                                                        |
|                                                        | Aleksandar Radović                                     | M                                                      | 1987. február 24. (29 évesen)                          |                                                        |                                                        |
|                                                        | Mlađan Janović                                         | M                                                      | 1984. június 14. (32 évesen)                           |                                                        |                                                        |
|                                                        | Uroš Čučković                                          | M                                                      | 1990. április 25. (26 évesen)                          |                                                        |                                                        |
|                                                        | Aleksandar Ivović                                      | M                                                      | 1986. február 24. (30 évesen)                          |                                                        |                                                        |
|                                                        | Sasa Misić                                             | M                                                      | 1987. március 27. (29 évesen)                          |                                                        |                                                        |
|                                                        | Filip Klikovać                                         | M                                                      | 1989. február 7. (27 évesen)                           |                                                        |                                                        |
|                                                        | Predrag Jokić                                          | M                                                      | 1983. február 3. (33 évesen)                           |                                                        |                                                        |
|                                                        | Miloš Šćepanović                                       | K                                                      | 1982. október 9. (33 évesen)                           |                                                        |                                                        |
| Szövetségi kapitány: Vladimir Gojković                 |                                                        |                                                        |                                                        |                                                        |                                                        |

## Eredmények

### Olimpiai játékok
- 2008 – 4. hely
- 2012 – 4. hely
- 2016 – 4. hely
- 2020 – 8. hely
- 2024 - 9. hely

### Világbajnokság
- 2009 – 9. hely
- 2011 – 7. hely
- 2013 –  Ezüst
- 2015 – 5. hely
- 2017 – 5. hely
- 2019 – 10. hely
- 2022 – 8. hely
- 2023 – 8. hely
- 2024 – 8. hely
- 2025 – 6. hely

### Világliga
- 2007  – Selejtezőkör
- 2008  – 4. hely
- 2009  – Aranyérmes
- 2010  – Ezüstérmes
- 2011  – 5. hely
- 2012  – Nem indult
- 2013  – Bronzérmes
- 2014  – Bronzérmes

### Világkupa
- 2010: Nem vett részt

### Európa-bajnokság
- 2008: Aranyérmes
- 2010: 5. hely
- 2012: Ezüstérmes
- 2014: 4. hely
- 2016: Ezüstérmes
- 2018: 6. hely
- 2020: Bronzérmes